# VBK-Radouga

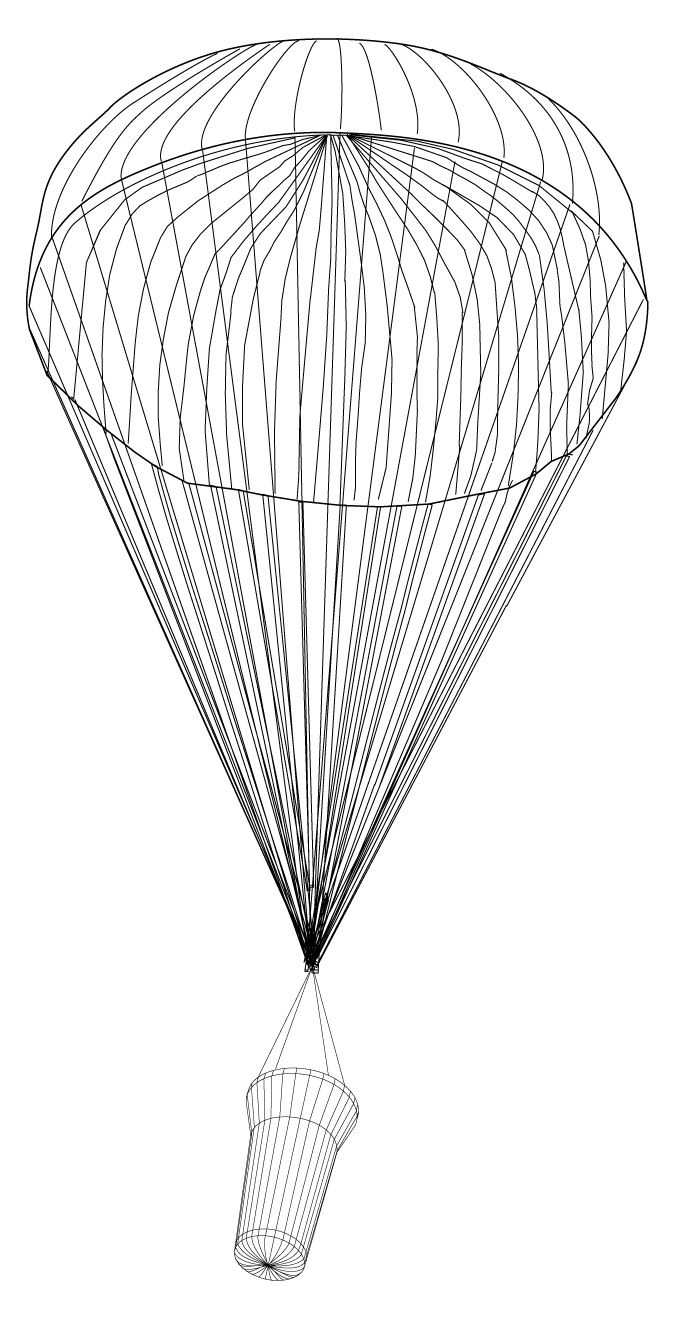
Illustration de la NASA du retour balistique (non contrôlé) de la capsule Radouga durant la phase finale de sa descente sur Terre.

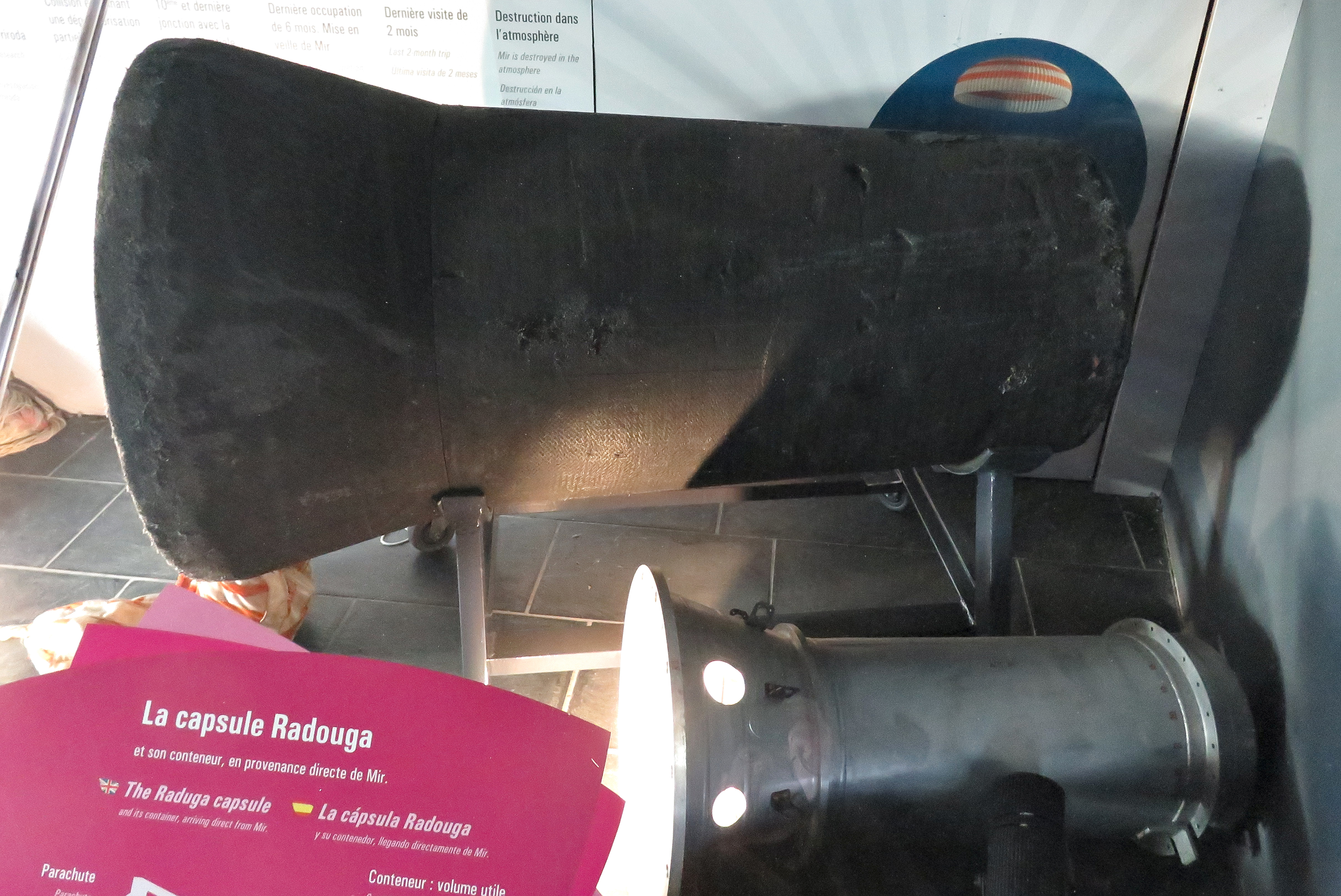
Capsule Radouga exposée à la Cité de l'espace à Toulouse.

VBK Radouga (en russe : Возвращаемая Баллистическая Капсула (ВБК) Радуга : capsule de retour balistique (VBK) Arc-en-ciel) est une capsule balistique de rentrée utilisée pour renvoyer du fret depuis la station spatiale Mir vers la surface de la Terre. La capsule est transportée jusqu'à la station Mir dans la soute pressurisée du vaisseau-cargo Progress-M. Pour le retour, la capsule est placée dans le Progress avant qu'il ne quitte la station spatiale. Lorsque le Progress-M entame la rentrée atmosphérique, au cours de laquelle il sera détruit, la capsule est  éjectée à 120 km d'altitude pour effectuer une rentrée autonome. Elle est freinée grâce à un parachute puis atterrit sur le sol russe.
Chaque capsule Radouga mesure environ 1,5 m de long, 60 cm de diamètre, et a une masse d'environ 350 kg à vide. Elle peut ramener quelque 150 kg de fret vers la Terre. L'utilisation de la capsule Radouga réduit la capacité de chargement du vaisseau-cargo Progress d'environ 100 kg, pour un maximum d'environ 2 400 kg.
| Capsule        | Date de lancement | Amenée par    | Notes                             |
| -------------- | ----------------- | ------------- | --------------------------------- |
| VBK-Radouga 1  | 27 septembre 1990 | Progress-M 5  |                                   |
| VBK-Radouga 2  | 19 mars 1991      | Progress-M 7  | Perdue au cours de la rentrée     |
| VBK-Radouga 3  | 20 août 1991      | Progress-M 9  |                                   |
| VBK-Radouga 4  | 17 octobre 1991   | Progress-M 10 |                                   |
| VBK-Radouga 5  | 17 octobre 1991   | Progress-M 11 |                                   |
| VBK-Radouga 6  | 15 août 1992      | Progress-M 14 |                                   |
| VBK-Radouga 7  | 31 mars 1993      | Progress-M 17 | Capsule ramenée par Progress-M 18 |
| VBK-Radouga 8  | 10 août 1993      | Progress-M 19 |                                   |
| VBK-Radouga 9  | 11 octobre 1993   | Progress-M 20 |                                   |
| VBK-Radouga 10 | 22 mars 1994      | Progress-M 23 |                                   |

## Capsules similaires
L'Agence spatiale européenne a étudié un système similaire, appelé PARES (Payload Retrieval System), pour une utilisation en combinaison avec le Véhicule automatique de transfert européen (ATV). Tout comme la capsule Radouga, ce serait une petite capsule éjectable qui, placée dans le noyau de l'ATV, pourrait ramener 150 kg de fret sur Terre à la fin de sa mission. Elle n'a cependant jamais été réalisée.
La JAXA a également étudié un système similaire, la capsule HTV Small Re-entry Capsule (HSRC), utilisée sur le H-II Transfer Vehicle. Un seul exemplaire a été envoyé dans l'espace lors de la mission Kounotori 7 (en) (HTV-7). Elle a amerri le 11 novembre 2018,.

### Sources et bibliographie
- (en) Rex D. Hall et David J. Shayler, Soyuz A universal Spacecraft, Londres, Springer Praxis, coll. « astronomy and space sciences », 2003, 459 p. (ISBN 978-1-85233-657-8 et 1-852-33657-9, OCLC 50948699, lire en ligne)